# Sinlabajos
Sinlabajos – gmina w Hiszpanii, w prowincji Ávila, w Kastylii i León, o powierzchni 20,07 km². W 2011 roku gmina liczyła 148 mieszkańców.